# Fruttani

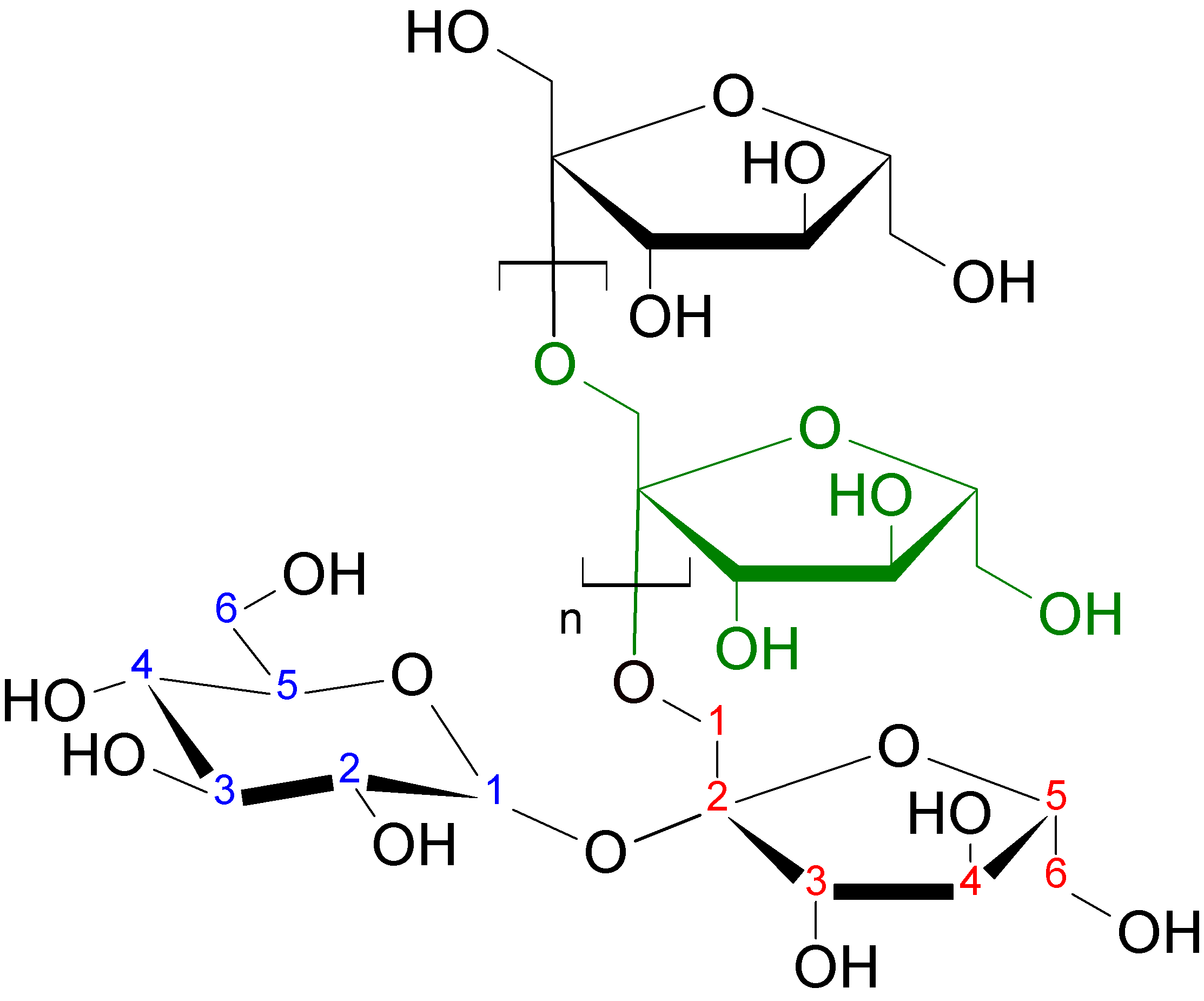
Struttura di un'inulina, un fruttano lineare con un'estremità terminale di saccarosio

I fruttani o fruttosani sono carboidrati formati dalla ripetizione di un numero variabile di unità (da 3 ad alcune centinaia) di fruttosio.  Sono molto solubili e quasi sempre contenuti all'interno dei vacuoli.
In alcune importanti famiglie di piante superiori (es. Gramineae, Compositae, Campanulaceae, Liliaceae, Iridaceae, Agavaceae) vi sono specie nelle quali i carboidrati di riserva non derivano dal glucosio, come di norma, ma appunto dal fruttosio.
I fruttani a catena corta (oligosaccaridi) sono noti come fruttoligosaccaridi, mentre quelli a catena più lunga sono rappresentati dalle inuline. I fruttani sono diffusi in diverse specie vegetali, dove svolgono un'importante funzione di immagazzinamento dell'energia conferendo anche un certo grado di tolleranza al congelamento. Un'importante eccezione è rappresentata dal riso, che non è in grado di sintetizzare fruttani.

## Struttura
I fruttani sono formati dalla ripetizione di unità di fruttosio e solitamente terminano con un'estremità di saccarosio. La posizione in cui le unità di fruttosio stabiliscono il legame determinano il tipo di fruttano che si forma. Normalmente il legame si stabilisce tra i gruppi OH in posizione 1 o 6, originando i seguenti due tipi basilari di fruttani:
- inulina, con unità di fruttosio che presentano legami β-2,1;
- levano, con unità di fruttosio che presentano legami β-2,6.